# Секула Дрљевић
Секула Дрљевић (Равни, 6. септембар 1884 — Јуденбург, 10. новембар 1945) био је црногорски политичар и оснивач клерикофашистичког покрета црногорославље. Био је министар правде (1909—1910) и министар финансија (1912—1913) у Краљевини Црној Гори. Његова потоња јавна делатност обележена је постепеном политичком и идеолошком трансформацијом, од почетног заговарања државног и народног уједињења, преко залагања за федерализацију државе, до отвореног заговарања сепаратистичке политике. Током Другог светског рата сарађивао је са италијанским окупационим властима у Црној Гори, а потом и са усташким режимом у Независној Држави Хрватској. Као један од првих идеолога црногорског етничког национализма заступао је тезу о динарском пореклу Црногораца и њиховој потпуној различитости не само у односу на Србе, већ и на Словене уопште. Тим поводом се отворено позивао на ставове нацистичког идеолога Алфреда Розенберга. Осмислио је и посебан црногорски облик религијског национализма, који је назвао црногорославље, тврдећи да се то црногорско православље суштински разликује не само од српског православља, већ и од Православља уопште.
Током Другог светског рата, Дрљевић је био један од најистакнутијих колаборациониста у Црној Гори. Непосредно након слома Краљевине Југославије (1941), отпочео је сарадњу са италијанским окупационим властима у циљу стварања независне Краљевине Црне Горе. На Петровданском сабору, који је одржан 12. јула 1941. године на Цетињу, проглашен је за црногорског вођу, али тај покушај успостављања квислиншке државе је убрзо пропао, услед избијања народног устанка. У септембру исте године, након ескалације устанка, окупационе власти су га пребациле у Италију и интернирале, али Дрљевић је већ након неколико месеци успео да се ослободи италијанског надзора, након чега је прешао у Независну Државу Хрватску, поставши сарадник усташког режима. Добивши подршку од усташког поглавника Анте Павелића, у Загребу је средином 1944. године формирао Црногорско државно вијеће. Почетком 1945. године, приступио је стварању Црногорске народне војске (ЦНВ), у сарадњи са четничким војводом Павлом Ђуришићем, који је недуго потом био издан, а затим и ликвидиран од усташа, након чега се остатак ЦНВ на челу са Дрљевићем повукао ка аустријској граници. Средином 1945. године, Дрљевић је прешао у Аустрију, где је био смештен у логору за расељена лица у Јуденбургу. Ту га је ликвидирала четничка црна тројка, под видом освете за Ђуришићеву смрт.

## Биографија

### Младост и политичка каријера
Секула Дрљевић је рођен 7. септембра 1884. године у селу Равни, код Колашина, у тадашњој Књажевини Црној Гори. Ради стицања вишег образовања отишао је у Аустроугарску. Студирао је на Правном факултету Свеучилишта у Загребу, где је одбранио и докторат из области правних наука.
Током боравка у Загребу био је члан Српске академске омладине (САО). У једном говору је пред члановима САО признао да у Црној Гори влада тиранија, нагласивши да је главни циљ његових студија у Загребу да се што боље припреми, како би у својој отаџбини Црној Гори могао својом спремом ступити у борбу против апсолутизма.
Након повратка у Црну Гору укључио се у друштвени и политички живот, ступивши у државну службу. Његов старији брат Јанко Дрљевић је у то вријеме био скупштински заступник из редова лојалистичке Праве народне странке, а такође је служио и као државни тужилац у Бомбашкој афери (1907). Захваљујући брату, Секула Дрљевић је постао начелник у Министарству правде, а недуго потом и министар правде у другој влади Лазара Томановића (1909—1910). Потом је постао и скупштински заступник, иако није испуњавао законски предуслов од навршених 30 година старости, што се испоставило тек када је накнадном провером разоткривено да је крштеница коју је поднео била фалсификована. Након таквог неславног почетка политичке каријере, одступио је са министарског положаја. Као политички подобна личност, касније је постао министар финансија у влади Митра Мартиновића (1912—1913). Већ тада је био познат по својим реторичким способностима, али и по политичком опортунизму и недоследности.
У време избијања Првог светског рата био је ватрени присталица уласка Црне Горе у рат против Аустроугарске, као и већина других посланика. Истицао се у ватреним говорима и инсистирао не само на одбрани српског народа него и на уједињењу. На ванредној седници црногорског парламента 1. августа 1914. је изјавио: Давати изјаву о солидарности са Србијом значило би вријеђати јединство српских краљевина, јединство одбране српских интереса. Сукобиле су се двије велике идеје. Једну носи Србија, другу Монархија. Сукобио се аустријски империјализам са српском државном идејом…. Монархија не напада само Србију, већ преко ње напада уједињење српских земаља у једну српску државу. Ово је, господо, почетак коначног свршетка аустроугарске државе, чији је крај највиши интерес цивилизације. Жалим, само, што право још није створило такву одредбу, да објава рата Србији одмах повлачи за собом и објаву рата од стране Црне Горе. Али обје су српске краљевине сада једно, и црногорски народ извршиће своју дужност, жртвујући све за отаџбину, за спас и уједињење Српства.
Током Првог свјетског рата, аустроугарске снаге су га затвориле и интернирале у логору Болдогасоњ у тадашњој Угарској (данас Фрауенкирхен у Аустији) и Карлштајн у Аустрији, гдје је иступао против краља Николе. Пуштен је након рата и преселио је се у Земун, гдје је радио као адвокат. Постао је водећи члан зеленаша, црногорског сепаратистичког покрета који је подржавао Југословенску федералистичку странку. Током овог раздобља, он је сарађивао са хрватским политичарима, као што су Стјепан Радић, Влатко Мачек и Анте Павелић, са којим је постао добар пријатељ. Средином двадесетих година 20. вијека, Дрљевић је основао Црногорску федералистичку странку. Убрзо је постао једини вођа странке и главни теоретичар.
Он је изразио јасну подршку јединству Југославије и нагласио црногорску лојалност српској националности, али је тврдио да није нужно морала бити дио једне државе и наговјестио да ће подржати обнову независности Црне Горе. Због тога, Зеленаши су тражили да се унутрашње границе Југославије организују тако да се подударају са државним границама, какве су биле прије 1918. године.
Секула Дрљевић и Михаило Ивановић су већ током 1920. године први покушали да оснују регионалну црногорску странку, уочи избора за Уставотворну скупштину, али у томе нису успјели због недостатка времена и отпора власти. Дрљевић је безуспјешно предводио црногорску федералистичку групацију на изборима 1923. године у Никшићком и Колашинском срезу. Поново се кандидовао 1925. године у Колашину и овога пута је изабран са посланика у Народној скупштини. Исте године учествовао је у стварању Црногорске федералистичке странке. Подржавао је концепт црногорско-хрватске сарадње против београдског централизма. Управо по том основу, Дрљевић је 1927. године изабран за представника Земунског округа на изборној листи коју је предводила Хрватска сељачка странка. Затим је помогaо у рјешавању раздора између Стјепана Радића и српског политичара Светозара Прибићевића, што је довело до успоставља коалиције ХСС—ДС. Сљедеће године, Дрљевић је безуспјешно покушава да одговори Радића од присуства сједници Народне скупштине на којој је Пуниша Рачић извршио атентат на њега.
Током наредних година, успоставио је блиску сарадњу са разним антисрпским чиниоцима у Загребу, а један од његових најближих сарадника био је похрваћени црногорски публициста Савић Марковић Штедимлија, који је радио на теоријском уобличавању црногорског национализама.

### Други свјетски рат: Црногорски вођа
Силе Осовине извршиле су инвазију на Краљевину Југославију 6. априла 1941. године. Подручје данашње Црне Горе напале су њемачаке и италијанске снаге, с тим да је њемачки напад ишао из данашње Босне и Херцеговине, а италијански из правца данашње Републике Албаније. Нијемци су се касније повукли, остављајући окупирано подручје Италијанима. У западном дијели Југославије, Павелић, који се налазио у егзилу у фашистичкој Италији, изабран је за поглавника усташке Независне Државе Хрватске (НДХ). НДХ је чинила скоро цијелу данашњу Републику Хрватску, цијелу данашњу Босну и Херцеговину и дио данашње Републике Србије, а била је „италијанско-њемачки квазипротекторат”. Власти НДХ, превођене Усташком војницом, спровеле су геноцид над Србима, Јеврејима и Ромима који су живјели унутар граница квазидржаве.
Стварање осовинске марионетске државе познате као Краљевина Црна Гора проглашено је 12. јула 1941. године. На челу државе се налазио италијански намјесник, а њом су руководили Дрљевић и његови сљедбеници. Проглашење државе је подстакло избијање антифашистичког устанка у Црној Гори, а који су преводили мјесни комунисти (партизани) и српски националисти (четници). Преузимајући власт претходног дана, Дрљевић је основао Привремени управни одбор Црне Горе, колаборационистичко тијело које је било територијална компонента Италијанске империје. Он је такође организовао своје сљедбенике, како би се борили против црногорских четника и југословенских партизана. У септембру, Италијани су га разрјешили свих дужности.
Вјерујући да је његов живот угрожен устанком, послали су га у логор у Италији. Напуштена је идеја о независној Црној Гори, а Италијани су се опредјелили за војну управу. Неколико мјесеци касније, Дрљевић је побјегао и успио се прокријумчарити у њемачку окупациону зону у НДХ. Са предајом Италије у септембру 1943. године, он се преселио у Земун. У љето 1944. Дрљевић се преселио у Загреб, гдје је основао Црногорско државно вијеће у НДХ уз помоћ Нијемаца и Хрвата. У Загребу је објавио у памфлет под називом „Тко су Срби?”. У памфлету је оптужио наводно „агресивну” српску политику за све бивше и садашње проблеме на Балкану, представио етничке Србе као „дегенерисану расу” и истакао њихову сличност са Јеврејима. Био је сарадник усташког листа из Земуна, Граничар.
Након осовинске окупације Југославије, Дрљевић је постао заговорник теорије по којој су Црногорци етничка скупина различита од Срба. Већ 1921. године он је изјавио да су србијански и црногорски „менталитети” дијаметрално супротни. Навео је: „Менталитети Србијанаца и Црногораца су непомирљиви. Лице првог било је упрљано [османским] ропством; слобода је другом дала ново лице”. Тек 1941. године Дрљевић је напоменуо да Црногорци уопште нису Словени, него динарски народ потекао од античких Илира.

### Покушај стварања Црногорске народне војске
Још од оснивања Црногорског државног вијећа средином 1944. године, Дрљевић је тежио ка стварању сопствене војне формације, али прилика за остварење таквих замисли пружила му се тек почетком 1945. године, када је успоставио контакт са заповедницима појединих четничких јединица, које су се крајем 1944. године повукле са подручја Црне Горе, прешавши на подручје Босне. Тим јединицама је командовао пуковник Павле Ђуришић, који је након политичког раскида са генералом Дражом Михајловићем ушао у преговоре са Секулом Дрљевићем, ставивши своје јединице под његову команду. Тиме је створена Црногорска народна војска (ЦНВ), као војна формација Црногорског државног вијећа. Организациона и материјална помоћ за опремање те квислиншке формације добијена је од усташа и немачке војске. У време стварања ЦНВ, јединице које су ушле у њен састав биле су већ увелико у стању унутрашњег растројства, тако да покушај њихове реорганизације није дао очекиване резултате.
Од самог снивања ЦНВ, постојало је дубоко неповерење између Дрљевића и Ђуришића. Иако је њиховим споразумом био предвиђен неометан пролаз реорганизованих јединица преко територије под усташком и немачком контролом, убрзо се показало да је тај договор неспроводив. Ђуришић је преко Саве упутио рањене и болесне војнике, задржавајући главнину својих јединица јужно од ријеке, где је дошло до њиховог сукоба са усташама. Након пораза у бици на Лијевче пољу, сјеверно од Бање Луке и пристајања дијела јединица уз Дрљевића, Ђуришић је био принуђен да преговара са представницима усташке војске о даљем кретању својих јединица према Аустрији. Након што се вратио у Загреб 17. априла 1945, Дрљевић је издао проглас о свом политичком програму и позвао своју „војску” да се бори против нове Југославије и четника Драже Михаиловића. Ђуришић, Петар Баћовић, Драгиша Васић и Захарије Остојић су 20. априла одведени у логор Стара Градишка код Јасеновца.
Усташе су их окупили на пољу заједно са још 5.000 других заробљених четника и тражили од Дрљевића и његових сљедбеника да изаберу 150 четничких официра и интелектуалаца који нису учествовали у борбама за погубљење. Ђуришић, Баћовић, Вaсић и Остојић били су међу изабранима. Њих и остале, усташе су укрцале на бродове и превезли преко Саве, гдје су и убијени, да ли у самом логору Јасеновац или у оближњој мочвари. И Дрљевић и ХОС имали су разлог за заробљавање Ђуришића. Разлог ХОС био је терор који је Ђуришић спроводио над муслиманима у Санџаку и југоисточној Босни, док је Дрљевић био против Ђуришићеве подршке српско-црногорском унионизму који се супротстављао Дрљевићевом сепаратизму. Остављени без вође, већина Ђуришићевих четника прешла је у редове Дрљевићеве Црногорске народне војске и са њом се повукла према аустријској граници.
У другој половини маја, припадници Црногорске народне војске предали су се Британцима и убрзо су враћени у Југославију и предати у руке комунистима. Дрљевић је успио да избјегне хапшење и заједно са својом супругом пронашао је уточиште у логору за расељена лица у Јуденбургу. Црна тројка коју су чинили Ђуришићеви сљедбеници 10. новембра 1945. године пронашла их је тамо и убила пререзавши им гркљане.

## Насљеђе
Дрљевић је 1944. године преуредио текст патриотске пјесме „Ој, јунаштва свјетла зоро, ој” у пјесму „Вјечна наша”, како би прославио стварање марионетског црногорског режима у јулу 1941. године. Он је проглашен ратним злочинцем на Нирнбершком процесу 1946. године. Када је „Ој, свијетла мајска зоро” изабрана за државну химну Црне Горе 2006. године са додатним Дрљевићевим стиховима, многи црногорски Срби и унионисти протестовали су због наводне фашистичке конотације.
Дрљевић се изјашњавао као Србин.

## Критика
Србобран је на почетку 1910. године критички писао о Дрљевићу. Назива га чувеним лармашем на Загребачком универзитету, састављачем „ватрених” резолуција, слободњаком, облигатним радикалским говорником, јединим са Јашом патриотом у Српству, некога коме је покојни патријарх био највећа издајица и несрећа по наш народ. Србобран га је окарактерисао као једну екстремно болесну амбицију.
Српски историчар Милан Ст. Протић га је назвао усташким сарадником и црногорским изродом због свога деловања у Другом светском рату.

## Одабрана дела
Као гимназијалац у Сремским Карловцима објављивао је и српску родољубиву и поезију других садржаја, у сомборском листу за дјецу и омладину, Голуб, као и сарајевским новинама Босанска вила.
- Дрљевић, Секула (1914). Борба за царинску, војну и дипломатску унију између Црне Горе и Србије. Цетиње: Обод.
- Дрљевић, Секула (1926). Централизам или федерализам?. Земун: Штампарија М. Млађана.
- Drljević, Sekula (1943). „Crna Gora”. Graničar: Tjednik za Zemun i Sriem. 2 (50): 1.
- Drljević, Sekula (1944). Balkanski sukobi 1905—1941 (PDF). Zagreb: Putovi.
- Тко су Срби? (1944)